# Jevhen Mihajlovics Konovalec
Jevhen Mihajlovics Konovalec (ukrán betűkkel: Євген Михайлович Коновалець; Zaskiv, 1891. június 14. – Rotterdam, 1938. május 23.) ukrán katona, politikus, aki jelentős szerepet játszott a két világháború közti időszak ukrán nemzeti mozgalmaiban. 1919–1920-ban az Ukrán Népköztársaság hadseregének a tisztje, 1929–1938 között az Ukrán Nacionalisták Szervezetének (OUN) vezetője volt.

## Élete
Az Osztrák–Magyar Monarchiához tartozó Kelet-Galíciában, a Lviv melletti Zaskiv faluban született 1891-ben. 1901–1909 között Lembergben az Akadémiai Gimnáziumban tanult. 1909-től a Lembergi Egyetemen tanult, ahol jogi végzettséget szerzett. Egyetemi diákévei alatt kapcsolódott be a galíciai közéletbe és politikai életbe. 1910-ben részt vett az ukrán egyetemért indított harcban. A lengyel diákokkal folytatott összecsapásban egy ukrán diák meghalt.
Részt vett a Proszvita (magyarul: Felvilágosodás) ukrán közművelődési társaság munkájában. 1912-ben a Proszvita lembergi szervezetének a titkára lett. Tagja volt a Népi-Demokrata Párt végrehajtó bizottságának.
Az első világháborúban alhadnagyként vett részt, de már a háború elején, 1915-ben orosz fogságba esett a keleti fronton. Caricinben volt hadifogságban, ahol több, az ukrán nemzeti eszmét képviselő galíciai tiszttel került kapcsolatba (pl. többek között Andrij Melnikkel). Az oroszországi forradalmak alatt szabadon engedték a hadifoglyokat, így 1917 novemberében Konovalec tiszttársaival Kijevbe ment, ahol megalakították a Szics-lövészek Galíciai–Bukovínai Zászlóalját. Két hónappal később Konovalec vette át ennek a parancsnokságát. A zászlóalj részt vett a kijevi bolsevik felkelés leverésében, majd harcolt az Antonov-Ovszejenko féle offenzíva megállítása érdekében.
1920-ban, szembesülve az ukrán függetlenség létrehozására irányuló erőfeszítések kudarcával, Konovalcev egy új, illegális, partizán tevékenységgel foglalkozó szervezet létrehozását határozta el, amely az ukránok lakta országokban – Lengyelországban, Szovjet-Oroszországban, Romániában és Csehszlovákiában – fejt ki ellenállást. 1920 augusztusában megalapítottak az Ukrán Katonai Szervezetet (UVO), amely célja elsősorban az orosz és a lengyel megszállás elleni, a fiatalok katonai nevelése, valamint a lengyel hatóságok és az ukrán lakosság közötti együttműködés megakadályozása volt. Az UVO a Németországgal történő szorosabb együttműködést szorgalmazta, céljainak elérésében a német kapcsolatra és támogatásra akart támaszkodni.

## Halála
Pavel Anatoljevics Szudoplatov (Pavel Gridgdenko álnéven) az NKVD megbízásából beépült a számüzetésben lévő ukrán nacionalisták csoportjába, és Rotterdamban 1938. május 23-án egy csokoládé dobozába rejtett bombával meggyilkolta az őt barátjának gondoló Konovalect. Rotterdamban, a Crosswijk temetőben temették el.

## Emlékezete
Nyugat-Ukrajna több városában, így Lvivben, Ternopilban és Ivano-Frankivszkben, valamint a Kijevhez közeli Bila Cerkvában utca viseli a nevét.